# Pericykl
Pericykl (u kořene se nazývá perikambium) je vnější vrstva buněk středního válce stonku nebo kořene vyšších rostlin. Je to latentně dělivé pletivo, v němž se zakládají postranní a adventivní kořeny.

## Pericykl v kořenech
V kořenech vyšších rostlin představuje pericykl vnější vrstvu středního válce. Je přítomen v podobě vrstvy tenkostěnných parenchymatických buněk, umístěných pod endodermis a obklopujících vodivá pletiva ve středu kořene. Buňky jsou těsně k sobě přiložené, bohaté na plazmu a obsahují zásobní látky. U většiny rostlin je tvořený jedinou vrstvou buněk, u některých jednoděložných, nahosemenných a výjimečně i u dvouděložných je vícevrstevný. U některých rostlin (lipnicovité, rdestovité) je přerušovaný, u jiných je vícevrstevný jen proti buňkám lýka (floému) nebo dřeva (xylému). Pericykl se zakládá podobně jako cévní svazky z prokambia ve špičce kořene. V mladých kořenech je pericykl potenciálně dělivé pletivo (tzv. latentní meristém) a zakládají se v něm postranní kořeny, adventivní kořeny a adventivní pupeny. Ve starších kořenech může být zdřevnatělý (lignifikovaný).

## Pericykl ve stonku
Ve stoncích vyšších rostlin tvoří pericykl oddělující vrstvu mezi kůrou a středním válcem. Funguje jako latentní meristém a zakládají se v něm adventivní kořeny. V mladých stoncích je tvořen většinou parenchymem, ve starších stoncích často tvoří souvislý sklerenchymatický plášť.